# Славиша Радовић
Славиша Радовић (Зворник, 8. октобар 1993) је босанскохерцеговачки фудбалер који тренутно наступа за Раднички 1923. Висок је 180 центиметара и игра на позицији левог бека. Наступао је и као члан селекције Републике Српске до 23 године.

## Каријера
Прошавши школу Јединства из Малог Зворника, Радовић се сели за Београд где започиње своју сениорску каријеру у редовима Локомотиве, тадашњег члана зонског такмичења. Потом је наступао за Дрину из родног Зворника, где је освојио пехар намењен победнику Прве лиге Републике Српске за сезону 2013/14, забележивши један гол на 21 утакмици у овом такмичењу. Почетком 2015. појачао је новосадску Војводину, али се након годину дана растао са овим клубом. Потом је наступао за сарајевски Олимпик, као и за Вождовац. По одласку из Вождовца, прикључио се екипи Земуна. Како за овај клуб није забележио званични наступ, након пласмана у Суперлигу Србије, Радовић је напустио тим. Лета 2017, потписао је трогодишњи уговор са Радником из Бијељине.

## Трофеји
Дрина Зворник
- Прва лига Републике Српске: 2013/14[4]